# Lambda 4S
Lambda 4S − eksperymentalna japońska rakieta nośna o niskim udźwigu zasilana paliwem stałym, budowana przez Nissan Motors, a wykorzystywana przez ISAS. Używana była do wystrzelenia serii satelitów Ohsumi (4 pierwsze starty zakończyły się niepowodzeniem, zaś Ohsumi-5 osiągnął orbitę).
Jej jedyna wyrzutnia znajduje się w kosmodromie Uchinoura (kompleks L). W kategorii rakiet nośnych została zastąpiona przez serię rakiet Mu, a na bazie tej rakiety stworzono rakietę sondażową Lambda 4SC.